# Анвон
Анвон (кор. 안원, 安原, Anwon, Anwŏn; пом. 545) — корейський ван, двадцять третій правитель держави Когурьо періоду Трьох держав.

## Біографія
Був сином вана Мунджамьона та молодшим братом вана Анжана. Відповідно до свідчень сучасників був мудрим правителем.
За його правління Пекче та Сілла уклали союз проти Когурьо. Це принесло в регіон відносний мир. Єдиним конфліктом періоду правління Анвона стала облога замку Усан 540 року силами Пекче, втім Анвон відрядив 5-тисячний загін кінноти й відбив напад.
Попри відсутність воєн Когурьо потерпала від природних катаклізмів, зокрема від повеней, землетрусів, епідемій, посухи й нашестя сарани.
Оскільки перша дружина Анвона не народила сина, в третій рік свого правління ван проголосив своїм спадкоємцем первістка своєї другої дружини Янвона. Втім в останній рік правління Анвона почалась боротьба між його другою та третьою дружинами, кожна з яких бажала бачити на троні свого сина. Знать розбилась на два табори, які почали збройну боротьбу один з одним. Відбувались жорстокі битви, в результаті чого, імовірно, було вбито Анвона. Той конфлікт призвів до значного послаблення центральної влади й, у глобальному сенсі, до занепаду Когурьо.
Анвон помер 545 через 15 років перебування на троні. Престол після смерті батька зайняв його син Янвон.